# Dorfkirche Neu Zauche
Die Dorfkirche Neu Zauche ist die evangelische Kirche des Dorfes Neu Zauche in Brandenburg. Der erste Kirchbau entstand im Spätmittelalter. Im 19. Jahrhundert erhielt der Ort ein neues Gotteshaus an gleicher Stelle. 

## Architektur und Geschichte
Die erste urkundliche Erwähnung einer Kirche in Neu Zauche stammt aus dem Jahr 1346. Ein Pfarrer wird bereits 1334 erwähnt. Im Jahr 1540 wurde in der Kirchengemeinde die Reformation eingeführt. Nachdem Ritter Jobst von Bredow 1622 die Herrschaft Neu Zauche erworben hatte, wurde im Gottesdienst erstmals Deutsch gesprochen. Zuvor wurden die Gottesdienste nur in wendischer, also niedersorbischer Sprache gehalten. Der letzte Gottesdienst in sorbischer Sprache wurde 1825 gehalten. Die Vorgängerkirche des heutigen Baus war eine aus Feldsteinen errichtete Dorfkirche mit einem kleinen Turm. Im 19. Jahrhundert war die alte Kirche baufällig und bot zu wenig Platz. Die Gemeinde entschloss sich daher zu einem Neubau.
Die einschiffige Kirche entstand in den Jahren 1859 bis 1862 nach Plänen des Architekten Emil Flaminius im Stil der Neugotik. Zum Teil wurden Steine des mittelalterlichen Vorgängerbaus als Baumaterial verwendet. Der Backsteinbau weist einen kreuzförmigen Grundriss auf. Die Grundsteinlegung fand am 24. Juni 1859, die Einweihung am 3. September 1862 statt. Die Apsis ist polygonal. Sowohl an der Apsis als auch am Querhaus befinden sich Staffelgiebel. Die Fenster sind als Rundbogenfenster gestaltet. Fensterrosen schmücken das Querhaus beidseitig. Die Fensterrose im nördlichen Querhaus verfügt noch über ihre ursprüngliche geometrische Verglasung aus dem 19. Jahrhundert. Der Westturm erreicht eine Höhe von 46 Metern. Er weist einen quadratischen Grundriss auf. Die neue Kirche bot nun Platz für 1200 Gläubige.
Im Jahr 1881 wurde die zunächst aus Stein gebaute Kirchturmspitze abgerissen und durch ein mit Schiefer gedecktes Dach ersetzt. Zur 50-Jahr-Feier der Kirche im Jahr 1912 erfolgte eine Restaurierung. Kriegsschäden an der Kirche sind nicht bekannt. Ab 1945 war der Heimatforscher Herbert Zerna für einige Zeit Pfarrer an der Kirche. 1964 erhielt der Kirchturm ein neues Dach. In der Folge entstanden schwere Schäden (Schwammbefall, undichtes Dach). Bereits vor der Wende lieferte die westdeutsche Partner-Kirchengemeinde in Uerdingen/Niederrhein 60.000 Dachziegel, die auf Paletten verschweißt an der Kirche gelagert wurden. Erst nach 1989 konnte die Kirche bis 1992 restauriert werden: das Gebäude wurde neu verfugt und erhielt erneuerte Fenster, und auch das Dach konnte gedeckt werden.

## Ausstattung

### Altar, Empore, Kanzel
Im Innenraum ist der Blick in den Dachstuhl frei. Die Hufeisenempore und sonstige Ausstattung der Kirche stammt aus der Bauzeit. Altar und Kanzel sind ein Werk des Tischlermeisters Zeitzner aus Frankfurt (Oder). In der Mitte des dreiteiligen Altars befindet sich ein hölzernes Kruzifix. Links davon steht eine Johannes darstellende Gipsfigur, mit einem Becher in der Hand. Der Becher ist jedoch abgebrochen. Rechts steht Petrus, eine Bibel haltend. Die Kanzel ist ebenfalls aus Holz. Sie befindet sich in der nordwestlichen Ecke der Kirche. Der von einer Säule getragene Kanzelkorb ist polygonal.

### Grabstein und Taufstein
Älter ist der an der Südseite der Apsis stehende Grabstein des 1626 verstorbenen Ritters und Herren auf Neu Zauche Jobst von Bredow, der den Ritter als Sandsteinfigur im Harnisch zeigt. Der Grabstein stammt aus dem Vorgängerbau, in dem Jobst von Bredow beigesetzt worden war. Im Pfarrgarten befindet sich darüber hinaus ein aus dem Spätmittelalter stammender Taufstein mit polygonaler Kuppa.

### Orgel

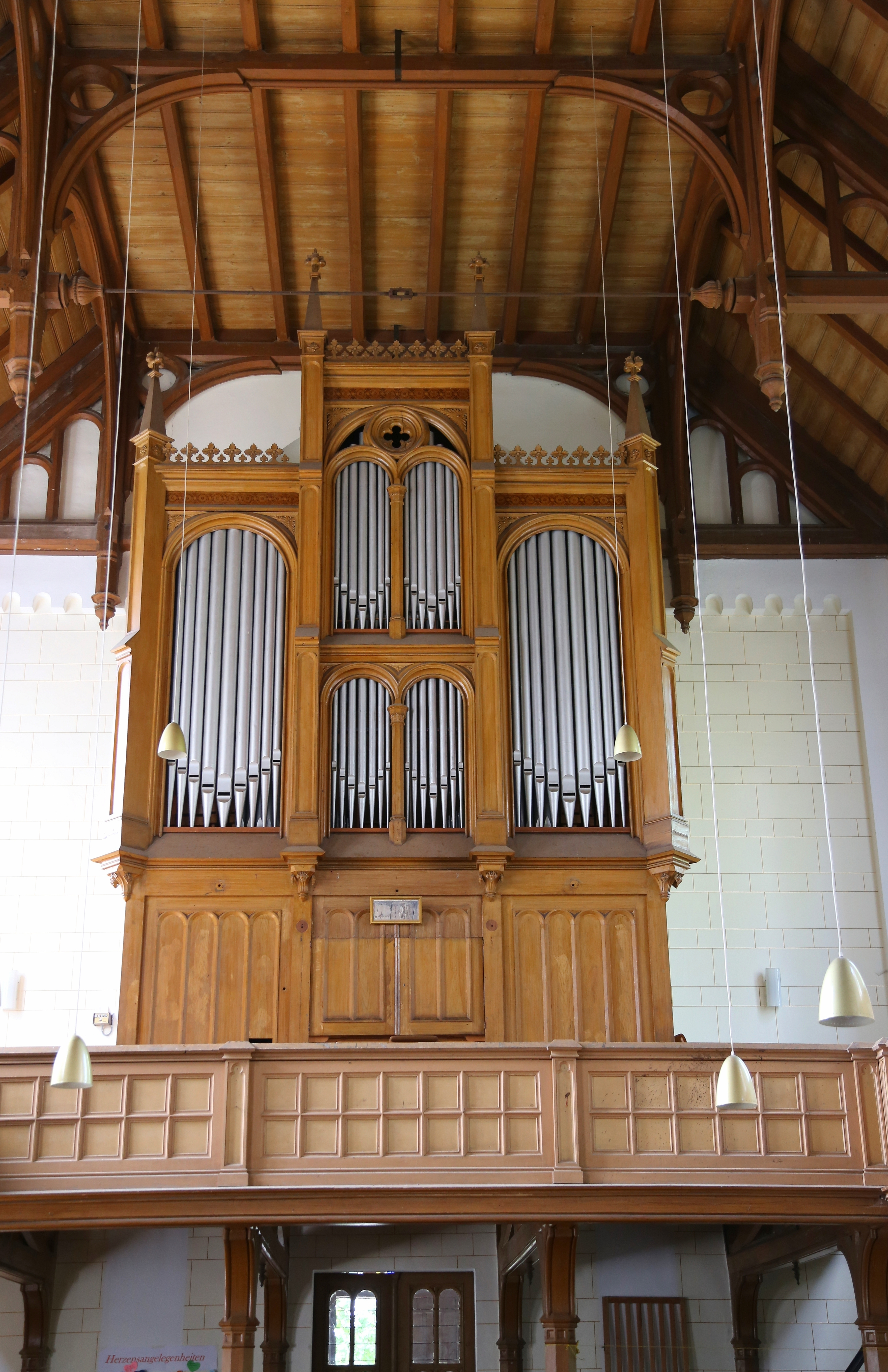
Orgelansicht auf der Empore

Bereits 1862 hatte die Kirche eine von Johann Gottlieb Schulze aus Krossen gebaute Orgel erhalten. Diese etwas später im Orgelwerk noch erweiterte Orgel musste nach einem starken Holzwurmbefall 1967 durch eine neue Orgel ersetzt werden. Die neue Orgel wurde von der Potsdamer Orgelbaufirma Alexander Schuke geschaffen und 1997 erweitert. Sie hat zwei Manuale, 25 Register und Pedal. Der Orgelprospekt der ersten Kirchenorgel aus dem Jahr 1862 wurde weiter verwendet.
| I Hauptwerk C–d3 |            |       |
| 1.               | Quintadena | 16′   |
| 2.               | Principal  | 8′    |
| 3.               | Rohrflöte  | 8′    |
| 4.               | Oktave     | 4′    |
| 5.               | Gemshorn   | 4′    |
| 6.               | Nassat     | 2 ⁄3′ |
| 7.               | Oktave     | 2′    |
| 8.               | Mixtur V   | 2′    |
| 9.               | Cymbel III | 1⁄3′  |
| 10.              | Trompete   | 8′    |

| II Oberwerk C–d3 |                |      |
| 11.              | Gedackt        | 8′   |
| 12.              | Principal      | 4′   |
| 13.              | Hohlflöte      | 4′   |
| 14.              | Waldflöte      | 2′   |
| 15.              | Sifflöte       | 1′   |
| 16.              | Scharff III-IV | 2⁄3′ |
| 17.              | Tertian II     |      |
| 18.              | Schalmei-Oboe  | 8′   |
|                  | Tremulant      |      |

| Pedalwerk C–f1 |               |     |
| 19.            | Principal     | 16′ |
| 20.            | Oktave        | 8′  |
| 21.            | Baßflöte      | 8′  |
| 22.            | Oktave        | 4′  |
| 23.            | Hintersatz IV |     |
| 24.            | Posaune       | 16′ |
| 25.            | Trompete      | 8′  |

- Koppeln: II/I, I/P, II/P

### Geläut und Uhr
Die Kirche hat drei Glocken. Die Älteste stammt aus dem Jahr 1498. Während des Zweiten Weltkriegs war ihre Einschmelzung vorgesehen. Sie wurde zwar abtransportiert, konnte nach Kriegsende im Jahr 1949 jedoch auf dem Betriebsgelände der Firma Krupp-Dunkenmüller in Berlin-Tempelhof unzerstört wiedergefunden werden und wurde nach Neu Zauche zurücktransportiert. Die im Kirchturm ursprünglich befindliche mechanische Kirchturmuhr wurde in den 1980er Jahren wegen Reparaturbedürftigkeit ausgebaut. 1998 wurden neue Zifferblätter am Turm befestigt und eine elektronische Funkuhr eingebaut, die zum Erntedankfest 1999 eingeweiht wurde.

## Kirchengemeinde
Das Gebiet der Kirchengemeinde umfasst neben Neu Zauche die umliegenden Ortschaften Alt Zauche, Briesensee, Burglehn, Caminchen, Sacrow, Waldow und Wußwerk. Die Gemeinde hatte 2008 etwa 750 Mitglieder.
Sie unterhält einen Posaunenchor sowie einen Kinder- und einen Frauenkreis. Regelmäßig organisieren die Gemeindeglieder im Kirchengebäude Ausstellungen zu allgemein interessierenden Themen. Im Herbst 2014 wird mit Dokumenten Einheimischer die Thematik Schulgeschichten gestaltet. Kulturelle Angebote wie der Auftritt der Maxim Kowalew-Donkosaken (16. August 2014) oder Darbietungen klassischer Musik gibt es ebenfalls häufig.
Mit der evangelischen Kirchengemeinde Uerdingen besteht ein Partnerschaftsvertrag, der durch gegenseitige Besuche und Kulturaustausch lebendig gehalten wird.